# Inessa Armand
Inessa Armand (született Élisabeth Pécheux d'Herbenville) Párizs, 1874. május 8. – Nalcsik, 1920. szeptember 24.) francia születésű kommunista, aki élete túlnyomó részét Oroszországban töltötte. Lenin harcostársa és szeretője volt.
1920-ban negyvenhat évesen halt meg kolerában.

## Irodalom

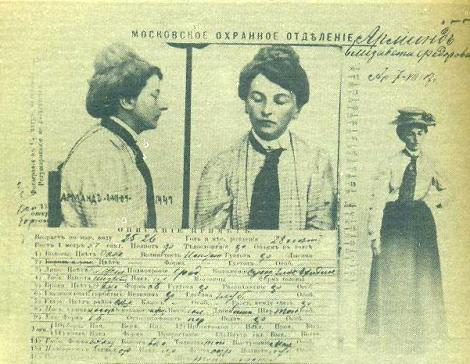
Inessa Armand rendőrségi nyilvántartó lapja (1905)